# NGC 616
NGC 616은 삼각형자리에 위치한 쌍성이다. 밝기는 +14.1등급이다. HD 9728 주변에 있다.